# Vita nuova

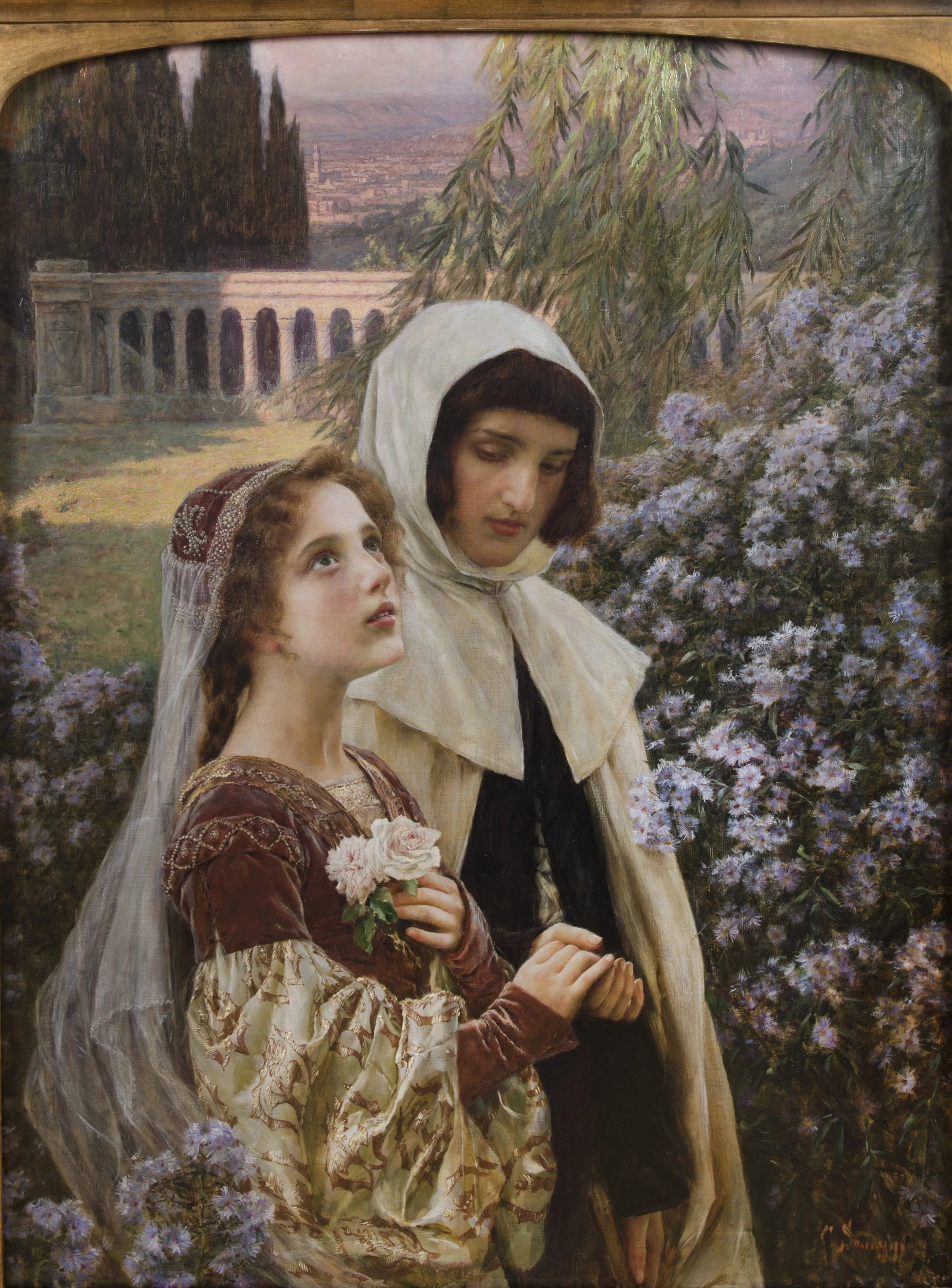
Incipit vita nova, Dante en Beatrice in de tuin, prerafaëlitisch werk van de schilder Cesare Saccaggi uit Tortona.

Vita Nuova (Het nieuwe leven) is een boek van de Florentijnse dichter Dante Alighieri.
De inhoud bestaat uit 31 gedichten: 25 sonnetten, 4 canzones, 1 ballade en 1 stanza. Deze gedichten worden door relatief korte prozateksten met elkaar verbonden. In deze teksten wordt de thematiek in de gedichten behandeld en wordt uiteengezet wat er in de tussentijd voorviel. Het boek wordt tussen 1292 en 1293 samengesteld uit allerlei gedichten die Dante in de voorgaande jaren op zijn geliefde, Beatrice Portinari had geschreven.

## Thematiek en stijl
Het centrale thema is de liefde die Dante voelde voor Beatrice, een jonge, getrouwde vrouw uit een van de gegoede families van Florence. Dante's liefde is een strikt hoofse liefde, in een tijd waarin hoofse liefdes in Italië geaccepteerd werden, onder invloed van de hoofse minnelyriek van de Occitaanse troubadours en bijvoorbeeld ook de Arthursage. Bovendien werd dit thema vaak gebruikt in de dolce stil nuovo, een poëtische stroming waar Dante onderdeel van uitmaakte, en die terug te voeren is op de liefdeslyriek van de troubadours. 
In eerste instantie ervaart Dante zijn liefde als hinderlijk, maar na verloop van tijd begint hij juist niet zonder te kunnen. Tijdens het proces van deze ontwikkeling sterven achtereenvolgens Beatrice's vader, Folco Portinari in 1289 en later ook zijzelf, in 1290. Dit leidt tot een verandering in de poëzie, die van jubelende lofdichten op Beatrice overgaat in jammerende treurzangen vol zelfbeklag. 
Veel van de citaten in het boek zijn echter al zeer kenmerkend voor zijn latere werk. Dante toont een grote interesse in de filosofie en de klassieken, zoals hij later ook in zijn Convivio zal doen. Dit toont hij door het geven van vele citaten, onder meer van Ovidius, Aristoteles en Homerus. Met het schrijven van lofdichten op Beatrice is een traditie geboren die zal leiden tot de latere Divina Commedia.

## Achtergronden en oeuvre
In de jaren dat deze gedichten tot stand kwamen, minstens vanaf 1289 tot ongeveer 1293, was Dante tussen de 24 en 27 jaar oud. Dit betekende in die tijd dat hij nog volop met zijn scholing bezig was. Zelf geeft hij later ook aan in zijn Convivio dat hij zijn Vita Nuova als een vroeg jeugdwerk beschouwt. Verder valt in het Convivio te lezen dat Dante de mens pas rond zijn 25ste volwassen achtte, wat deze opvatting verder ondersteunt. 
De liefde voor Beatrice, die centraal staat in het boek, is op vele manieren een terugkerend thema in Dante's latere werk. Het Convivio en de Divina Commedia, beiden ongeveer gelijktijdig geschreven na Dante's verbanning uit Florence in 1302, behandelen of noemen deze liefde ook. In het Convivio zoekt Dante zijn toevlucht bij de edele vrouwe van de filosofie om zijn verdriet te vergeten. Veel van die filosofische interesse blijkt echter al in Vita Nuova, wat de basis voor dit aspect van Dante's werk genoemd kan worden. Tevens in de Divina Commedia, Dante's hoofdwerk, worden de goede eigenschappen van Beatrice, de personificatie van het Goede in de Hemel, opnieuw genoemd. Ook dit valt te zien als een direct gevolg van de in zijn Vita Nuova ingeslagen weg. Hieruit kan geconcludeerd worden dat het boek een fundamenteel aspect van Dante's dichterschap genoemd kan worden.

## Verdere bijzonderheden
Bijzonder aan Vita Nuova is de vorm, een mengeling van poëzie en proza, die nog steeds experimenteel en hedendaags aandoet. Een andere noviteit was dat het boek in de Volkstaal, het Volgare, geschreven is, omdat behalve dat Dante een band met de volkstaal had, hij ook vond dat het genre, liefdespoëzie, voor vrouwen en lager opgeleiden aantrekkelijk moest zijn. Hiermee is het een van de eerste boeken in het Volgare, een traditie die Dante later uit zou bouwen.

## Populaire cultuur
- Vita Nuova Holdings is een Brits bedrijf dat software ontwikkelt (onder andere het besturingssysteem Inferno).

- Bibliothèque nationale de France: cb11944701x (data)
- Gemeinsame Normdatei: 4131956-4
- Library of Congress Control Number: n87122455
- MusicBrainz work: 9c73bb0c-c20c-4fc9-828e-baf9a3e2892c
- Nationale Bibliotheek van Israël: 987007585710005171
- Système universitaire de documentation: 027395529
- Virtual International Authority File: 175488729